# 馬濟勝
馬濟勝（？—1836年），山東菏澤人。早年以武生入伍，從剿川、陝教匪，積功，官至江蘇撫標參將。嘉慶十八年（1813年），剿山東教匪，擢河北鎮總兵。道光三年（1823年），擢浙江提督。道光四年（1824年），調福建陸路提督。道光十二年（1832年），張丙等在嘉義反清，臺灣鎮總兵劉廷斌困守孤城。馬濟勝率兵二千渡海赴臺，在嘉義城下大破張丙，張丙及其同黨先後就擒，賜雙眼花翎。又再打敗萬多名餘匪，擒頭目賴滿等人，盡毀賊巢，平定張丙之亂。清宣宗嘉許馬濟勝謀勇，錫封二等男爵。又以馭兵安靖，賜御書「忠勇嚴明」四字。召入覲，馬濟勝雖然年逾七旬，但仍然壯健，晉為二等子爵，在御前侍衛上行走。道光十六年（1836年），卒於官，贈太子太保，諡昭武，四子皆予官。